# Verrucaria finkiana
Verrucaria finkiana är en lavart som beskrevs av Servít. Verrucaria finkiana ingår i släktet Verrucaria och familjen Verrucariaceae.   Inga underarter finns listade i Catalogue of Life.